# Alberta Brianti
Alberta Brianti (* 5. April 1980 in San Secondo Parmense, Emilia-Romagna) ist eine ehemalige italienische Tennisspielerin.

## Karriere
Brianti begann im Alter von sechs Jahren mit dem Tennisspielen. Ihr Lieblingsbelag ist der Hartplatz.
Im Einzel gewann sie bisher neun Turniere des ITF Women’s Circuit. Ihren größten sportlichen Erfolg auf der WTA Tour feierte sie 2011 mit dem Titelgewinn im marokkanischen Fès, wo sie im Endspiel Simona Halep mit 6:4, 6:3 besiegte. 2009 erreichte sie das Endspiel von Guangzhou, das sie in zwei Sätzen gegen Shahar Peer verlor. Ihr bestes Abschneiden bei einem Grand-Slam-Turnier feierte sie 2010 bei den Australian Open, als sie mit einem Sieg über die an Position 21 gesetzte Sabine Lisicki die dritte Runde erreichte, in der sie in zwei Sätzen gegen Samantha Stosur verlor.
Im Doppel gewann sie 2010 mit ihrer Landsfrau Sara Errani in Palermo ihren ersten WTA-Titel. Sie besiegten im Endspiel die Paarung Jill Craybas/Julia Görges mit 6:4, 6:1. Ihren zweiten WTA-Doppeltitel sicherte sich Brianti 2011 an der Seite von Sorana Cîrstea in Dallas mit einem 7:5-, 6:3-Endspielsieg über Alizé Cornet und Pauline Parmentier. Damit erreichte sie 2011 im reiferen Tennisalter von 31 Jahren sowohl im Einzel als auch im Doppel neue persönliche Bestmarken in der Weltrangliste. Ihr bestes Grand-Slam-Ergebnis im Doppel gelang ihr 2010 bei den French Open, als sie an der Seite von Alexandra Dulgheru in der zweiten Runde gegen das Weltklassedoppel Gisela Dulko/Flavia Pennetta in zwei engen Sätzen unterlag. Außerdem gewann sie mit wechselnden Partnerinnen elf ITF-Turniere.
Im April 2011 bestritt sie in Moskau bei der 0:5-Niederlage ihres Teams gegen Russland ihre bislang einzige Partie (Einzel) für die italienische Fed-Cup-Mannschaft.

## Turniersiege

### Einzel
| Nr. | Datum            | Turnier          | Kategorie         | Belag             | Finalgegnerin          | Ergebnis      |
| --- | ---------------- | ---------------- | ----------------- | ----------------- | ---------------------- | ------------- |
| 1.  | 27. Mai 2001     | Guimarães        | ITF $25.000       | Hartplatz         | Sabine Klaschka        | 6:2, 6:4      |
| 2.  | 21. Juli 2002    | Frinton-on-Sea   | ITF $10.000       | Rasen             | Hannah Collin          | 7:5, 3:6, 6:2 |
| 3.  | 12. Juli 2002    | Pontevedra       | ITF $10.000       | Hartplatz         | Frederica Piedade      | 6:4, 3:6, 6:0 |
| 4.  | 11. August 2002  | Vigo             | ITF $10.000       | Hartplatz         | Frederica Piedade      | 6:2, 7:5      |
| 5.  | 15. März 2004    | Rom              | ITF $10.000       | Sand              | Teresa Veverková       | 6:4, 4:6, 6:2 |
| 6.  | 27. Februar 2006 | Saint Georges    | ITF $25.000       | Hartplatz (Halle) | Dominika Cibulková     | 6:4, 6:2      |
| 7.  | 21. Juli 2006    | Sankt Petersburg | ITF $25.000       | Hartplatz (Halle) | Alla Kudrjawzewa       | 6:1, 6:4      |
| 8.  | 21. Oktober 2007 | Saint-Raphaël    | ITF $50.000       | Hartplatz (Halle) | Stéphanie Foretz Gacon | 6:4, 6:4      |
| 9.  | 2. Oktober 2010  | Ningbo           | ITF $100.000      | Hartplatz         | Magdaléna Rybáriková   | 6:4, 6:4      |
| 10. | 24. April 2011   | Fès              | WTA International | Sand              | Simona Halep           | 6:4, 6:3      |

### Doppel
| Nr. | Datum           | Turnier       | Kategorie         | Belag     | Partnerin           | Finalgegnerinnen                      | Ergebnis      |
| --- | --------------- | ------------- | ----------------- | --------- | ------------------- | ------------------------------------- | ------------- |
| 1.  | August 1998     | Muri Antichi  | ITF $10000        | Sand      | Chiara Dal Bon      | Sandra Mantler Shelley Bryce          | 6:3, 6:4      |
| 2.  | August 1998     | Umberto       | ITF $10000        | Sand      | Chiara Dal Bon      | Bettina Fulco Jorgelina Torti         | 7:5, 6:4      |
| 3.  | Juli 2002       | Frinton       | ITF $10000        | Rasen     | Michelle Summerside | Irina Bulykina Jewgenia Linetskaja    | 6:3, 6:4      |
| 4.  | Jan/Feb 2004    | Bergamo       | ITF $25000        | Teppich   | Kildine Chevalier   | Iva Majoli Sanda Mamić                | 6:4, 6:4      |
| 5.  | März 2005       | Neapel        | ITF $10000        | Sand      | Stefanie Haidner    | Anna Floris Giulia Meruzzi            | 6:4, 6:3      |
| 6.  | Mai 2005        | Catania       | ITF $25000        | Sand      | Giulia Casoni       | Giulia Gabba Valentina Sulpizio       | 6:3, 6:3      |
| 7.  | Februar 2006    | Saguenay      | ITF $25000        | Hartplatz | Giulia Casoni       | Raquel Kops-Jones Aleke Tsoubanos     | 6:4, 7:64     |
| 8.  | Februar 2006    | Saint-Georges | ITF $25000        | Hartplatz | Giulia Casoni       | Veronika Chvojková Dominika Cibulková | 6:2, 3:6, 6:1 |
| 9.  | April 2008      | Bari          | ITF $25000        | Sand      | Anna Floris         | Polona Hercog Stephanie Vogt          | 6:3, 6:3      |
| 10. | September 2008  | Sarajewo      | ITF $25000        | Sand      | Polona Hercog       | Çağla Büyükakçay Julia Glushko        | 6:4, 7:5      |
| 11. | April 2009      | Latina        | ITF $50000        | Sand      | Julia Schruff       | Marina Shamayko Emily Stellato        | 6:1, 6:4      |
| 12. | 17. Juli 2010   | Palermo       | WTA International | Sand      | Sara Errani         | Jill Craybas Julia Görges             | 6:4, 6:1      |
| 13. | 27. August 2011 | Dallas        | WTA International | Hartplatz | Sorana Cîrstea      | Alizé Cornet Pauline Parmantier       | 7:5, 6:3      |